# 나카소네 히로후미
나카소네 히로후미(일본어: 中曽根 弘文, 1945년 11월 28일~)는 7선 참의원 의원을 지낸 일본의 정치인이다.
제71~73대 내각총리대신을 지낸 나카소네 야스히로의 아들이며 장남인 나카소네 야스타카도 현역 중의원 의원이다.

## 생애
1945년 11월에 군마현 다카사키시에서 나카소네 야스히로의 장남으로 태어났다. 지요다구립 나가타초 소학교, 지요다구립 고지마치 중학교, 게이오기주쿠 고등학교를 거쳐 게이오기주쿠 대학 상학부를 졸업했다. 고교와 대학에서 하키부에서 활동했으며 대학을 나온 뒤인 1968년에 아사히 카세이에 입사했다. 1983년에 퇴사한 후 내각총리대신이던 아버지의 비서가 되어 정계에 입문했다.

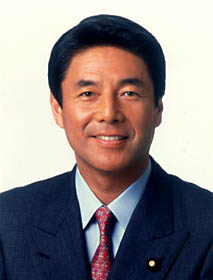
문부상으로 입각할 당시의 나카소네 히로후미.

3년 뒤에 양원 동시 선거가 시행되자 자유민주당 공천을 받고 참원선 군마현 선거구에 출마해 당선됐다. 자민당 내에서 상공족에 속했으며 이후 통상산업정무차관, 참의원 상공위원장 등을 역임했다. 1996년 6월에 참의원 의원운영위원장에 취임했으며 오부치 내각 (제2차 개조)과 제1차 모리 내각에서 문부상 겸 과학기술청 장관 겸 원자력위원장을 맡으며 처음 입각했다.
문부상으로는 처음으로 대한민국을 방문했다. 이는 아버지로부터 한국 인맥을 물려받았기 때문에 가능한 일이었다.
2004년 참원선 이후 참의원 세이와 정책연구회 간부는 참의원 의원회장으로 참의원 간사장 아오키 미키오를, 참의원 의장으로 나카소네를 추대하고자 했다. 나카소네가 속해 있던 지수회도 이에 동조했다. 하지만 참의원 의원회장이 된 아오키는 약속을 어기고 오기 지카게를 의장으로 추대했다. 세이와 정책연구회의 회장인 모리 요시로는 처음부터 오기를 지지했고 오기를 국토교통상으로 기용했던 같은 파벌의 총리대신 고이즈미 준이치로도 이에 동조했다. 결국 오기가 의장에 취임했고 대신 나카소네는 참의원 예산위원장과 참의원 지수회 회장이 되었다.
2005년은 일본의 우정민영화가 화제로 떠오르면서 참의원 지수회 회장인 나카소네의 움직임이 주목을 받았다. 중의원에서는 거물 정치인인 와타누키 다미스케와 가메이 시즈카 등이 우정민영화 반대에 앞장섰는데 참의원에선 그럴 만한 인물이 없었기 때문이었다. 찬성파와 반대파가 나카소네 설득에 나선 와중에 8월 5일 나카소네는 우정민영화에 반대한다는 뜻을 밝혔다. 총리대신 비서인 이지마 이사오도 "여당측에서 18명의 반대가 나오면 부결될 것이니 극비리에 해산을 상정한 총선 준비 작업을 진행하고 있다. 나카소네 히로후미 참의원 지수회 회장이 확실하게 반대를 표명했다"라고 밝혔다. 그리고 8일에 참의원 본회의에서 우정민영화 법률안이 상정되자 나카소네는 반대표를 던졌고 법률안도 부결되었다.
이에 고이즈미는 중의원 해산으로 맞섰고 총선에서 자민당이 압승을 거두었다. 나카소네를 비롯한 참의원 지수회 의원들은 9월 12일 법률안에 찬성한다는 뜻을 밝혔고 이후 우정민영화 법률안이 가결되었다. 직후에 나카소네는 예산위원장에서 물러났다. 나카소네는 연령, 실적, 선수 등을 모두 고려했을 때 유력한 차기 참의원 의장 후보였지만 이를 계기로 사실상 의장직에 오르는 것은 불가능해졌다.

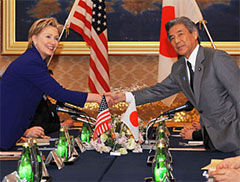
이구라 관저에서 미국의 국무장관 힐러리 클린턴(왼쪽)과 악수하고 있는 나카소네 히로후미(2009년 2월 17일).

2006년 1월 「교육기본법」에 관한 특별위원장에 취임했고 2007년 9월에는 징벌위원장이 되었다. 2008년 9월 아소 내각이 출범하자 외무상이 되어 두 번째 입각을 했다. 자민당에는 참의원 의원의 입각은 한 번뿐이라는 불문율이 있지만 나카소네는 이례적으로 이를 깨고 요직을 꿰찬 것이다. 그러다 2009년 8월 총선에서 자민당이 유례가 없는 참패를 당하면서 아소 내각이 퇴진하자 외무상에서 물러났다. 총선 직후 자민당 당기위원장이 되었으며 2010년에 자민당을 탈당계를 제출해 신당 창당을 준비하던 요사노 가오루와 마스조에 요이치를 제명 처분했다. 2009년부터 자민당 군마현지부 연합회장을 역임했다.
나카소네의 지역구인 군마현은 원래 개선의원 정수가 2명이었지만 2010년 7월에 치러진 참원선부터 1명으로 줄었다. 이에 민주당의 현역 의원인 도미오카 유키오와 1대1 승부를 벌이게 되었다. 나카소네는 전 총리대신 후쿠다 야스오를 선거대책사무장으로 영입하고 선거대책본부장에는 오부치 유코를 기용했으며 그 외에도 중의원 의원 사타 겐이치로와 야마모토 이치타, 군마현지사 오사와 마사아키 등을 끌어안아 자민당 내의 군마현 인맥을 모두 모아 선거에 임했다. 이는 후쿠다, 나카소네 야스히로, 오부치 게이조(오부치 유코의 아버지)가 오랫동안 조슈 전쟁으로 불리는 정쟁을 뒤로 하고 앙금을 씻은 상징으로서도 주목을 받았다. 그 결과 나카소네는 도미오카와 2배 이상의 격차를 벌려 압승을 거두었고 참의원 군마현 역사상 최초로 5선 의원이 되었다.
2007년 참원선에서 패배한 자민당은 참의원 원내1당 지위를 잃었다가 2010년 참원선에서 승리하면서 원내1당의 지위를 회복했다. 자연스럽게 참의원 의장과 의원운영위원장을 자민당에서 가져와야 한다는 목소리가 등장했다. 차기 의장 후보로는 산토 아키코, 오쓰지 히데히사 등과 함께 나카소네의 이름이 오르내렸다. 하지만 민주당이 여당이 의장을 배출해야 한다고 강력히 주장해 자민당은 의원운영위원장과 부의장을 차지하는 것으로 만족했다.
오쓰지가 부의장이 되면서 참의원 의원회장이 공석이 되자 후임을 정해야 했다. 세이와 정책연구회, 헤이세이 연구회, 신재정연구회는 참의원 간사장 다니가와 슈젠을 지지했는데 나카소네가 '파벌 균형과 연공 서열을 따르지 않는 인사'를 내세우며 입후보했다. 의원회장 선거는 한 명을 추대해 무투표로 진행하는 것이 관례였지만 나카소네가 출마하면서 이 관례가 깨졌고 8월 11일 투표가 진행됐다. 참의원 자민당 의원 83명 중 해외출장 중인 야마다 도시오를 제외한 82명이 투표를 했는데 두 후보 모두 40표씩 얻었다. 이에 규정에 따라 제비뽑기로 최종 결정을 하여 나카소네가 당선됐다.
2010년 9월 자민당 참의원 의원총회가 열렸다. 원래 참의원 의원총회는 본회의 15분 전에 시작해 단시간에 끝내는 게 일반적이었는데 이때부터 당의 운영이나 참의원의 역할 등에 대해 의원들끼리 자유롭게 의견을 교환하는 방식을 채택하게 됐다.
2011년 10월 참의원 간사장 고사카 겐지와 정책심의회장 야마모토 이치타의 재임이 거론되었는데 세이와 정책연구회, 헤이세이 연구회, 신재정연구회가 고노이케 요시타다를 참의원 간사장으로 추대했다. 하지만 의원총회에서 부결되는 등 인사에 혼란을 빚자 고사카와 야마모토가 모두 사임을 표했고 이후 전 국가공안위원장 미조테 겐세이와 전 내각관방부장관 이와키 미쓰히데가 후임으로 결정됐다.
2013년 7월 참의원 의원회장에서 물러났다.
2016년 참원선에서 당선돼 6선 의원이 되었다.
같은 해 8월 야마모토가 자민당 군마현연합회장 선거에 출마하겠다고 밝혔다. 나카소네는 3일 뒤에 이번에 한해 연합회장에서 물러나겠다고 했다. 단독 출마한 야마모토가 무투표 당선되었고 나카소네는 9월 30일에 퇴임했다.
2021년 총재 선거 때 다카이치 사나에를 지지했다.
2022년 5월 사도가섬 광산의 세계문화유산 등록 실현을 목표로 하는 의원 연맹 회장 자격으로 국회의원 20명과 함께 사도가섬을 찾았다. 나카소네는 사도가섬을 시찰한 후 유산 등록을 해야 한다는 생각이 강해졌다고 말했지만 재일 조선인들의 강제 노역 문제에 대해서는 언급하지 않았다. 같은 해 7월 전 총리대신 아베 신조가 사망하자 신토 정치연맹 국회의원 간담회장직을 이어받았다.
이틀 뒤 진행된 참원선에서 입헌민주당과 국민민주당의 추천을 받은 시라이 게이코를 3배 이상의 득표수로 따돌리고 당선돼 7선 의원이 되었다.

## 역대 선거 기록
|  | 34.4% |

|  | 34.71% |

|  | 33.72% |

|  | 30.27% |

|  | 60.57% |

|  | 65.96% |

|  | 63.83% |